# Jan Nowicki

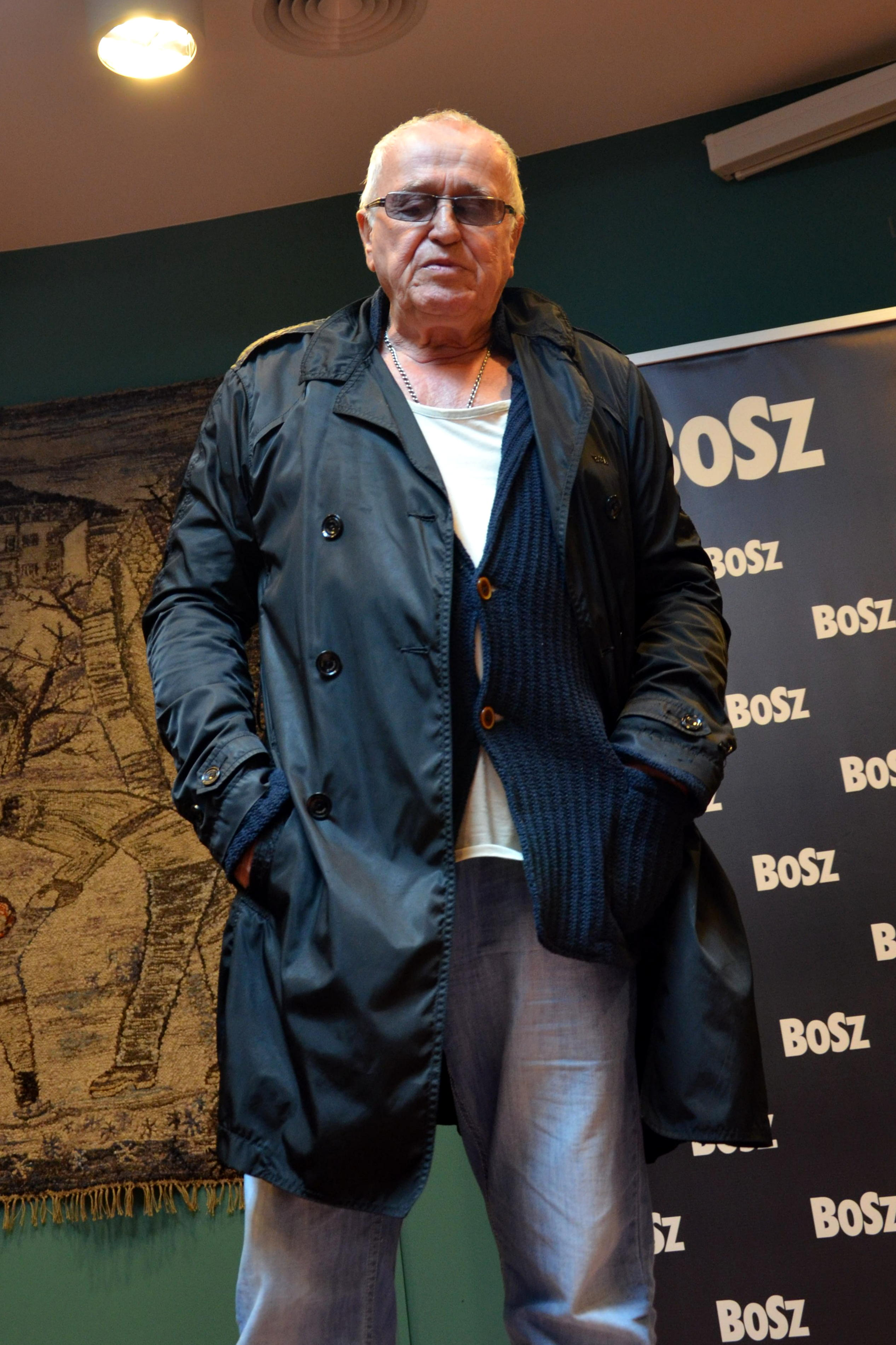
Jan Nowicki (Juni 2014)

Jan Nowicki (* 5. November 1939 in Kowal bei Włocławek; † 7. Dezember 2022 in Krzewent, Kowal) war ein polnischer Schauspieler.
Nowicki erhielt zunächst von 1958 bis 1960 eine Schauspielausbildung an der Filmhochschule Łódź, wechselte später jedoch an die Staatliche Schauspielschule PWST in Krakau, wo er 1964 mit dem Diplom abschloss. Seit 1965 gehört er zum Ensemble des Teatr Stary in Krakau und ist nebenbei Dozent an seiner ehemaligen Schauspielschule in Krakau. Sein Debüt beim Film gab er 1965 in Andrzej Wajdas Klassikerverfilmung Legionäre (Popioły). Nowicki etablierte sich als bedeutender Darsteller in Polen und spielte bis zu seinem Todesjahr in über 120 Film- und Fernsehproduktionen. Unter anderem hatte er 1973 die Hauptrolle in dem auch international vielbeachteten Film Das Sanatorium zur Todesanzeige.
Jan Nowicki war mit der ungarischen Regisseurin Márta Mészáros liiert, das Paar hatte zwei gemeinsame Kinder. Sie drehten gemeinsam auch mehrere Filme, beispielsweise Die Jüdin – Edith Stein (1995). Von 2009 bis 2015 war er mit Małgorzata Potocka verheiratet. Im Jahre 2017 hat er Anna Kondratowicz geheiratet.

## Filmografie (Auswahl)
- 1965: Legionäre (Popioły) – Regie: Andrzej Wajda
- 1966: Barriere (Bariera) – Regie: Jerzy Skolimowski
- 1968: Parole Korn (Hasło Korn)
- 1969: Leben, Liebe und Tod des Obersten Wolodyjowski (Pan Wołodyjowski) – Regie: Jerzy Hoffman
- 1970: Die schwarze Fontäne (Dziura w ziemi)
- 1971: Familienleben (Życie rodzinne) – Regie: Krzysztof Zanussi
- 1971: Ein Drittel der Nacht (Trzecia część nocy) – Regie: Andrzej Żuławski
- 1972: Skorpion, Jungfrau und Schütze (Skorpion, panna i łucznik)
- 1972: Anatomie der Liebe (Anatomia miłości)
- 1973: Das Sanatorium zur Todesanzeige (Sanatorium pod klepsydrą)
- 1974: Erzählung in rot (Opowieść w czerwieni)
- 1976: Neun Monate (Kilenc Honap) – Regie: Márta Mészáros
- 1976: Die Verblendung (Olśnienie)
- 1977: Zwei Frauen (Ök ketten) – Regie: Márta Mészáros
- 1978: Spirale (Spirala)
- 1978: Ganz wie zu Hause (Olyan, mint otthon)
- 1978: Gespenster (Zmory)
- 1979: Zuhause in einem fremden Land (Utközben)
- 1980: Erbinnen (Örökség) – Regie: Márta Mészáros
- 1980: Fahrensleute (Krab i joanna)
- 1981: Geliebte Anna (Anna)
- 1981: Verschwendetes Leben (Kettevalt menneyezet)
- 1982: Der große Spieler (Wielki szu)
- 1983: Im Land des Trugbildes (Delibabok orszaga)
- 1984: Tagebuch meiner Kindheit (Napló gyermekeimnek) – Regie: Márta Mészáros
- 1986: Die Mädchen aus Nowolipki (Dziewczęta z Nowolipek)
- 1986: Siegfried (Zygfryd)
- 1986: Tagebuch für meine Lieben (Naplo szerelmeimnek)
- 1988: Ich liebe dich – April! April!
- 1989: Abschied vom Zauberwald (Bye Bye Red Riding Hood)
- 1990: Tagebuch für meine Eltern (Naplo apamnak, anyamnak)
- 1992: Der große Postraub (A nagy postarablás)
- 1993: Anna, die Leihmutter (A magzat) – Regie: Márta Mészáros
- 1995: Die Jüdin – Edith Stein (Siódmy pokój) – Regie: Márta Mészáros
- 1996: Der Soldat aus dem Regen (Deszczowy żołnierz)
- 1997: Sztos – Regie: Olaf Lubaszenko
- 1998: Die Geschichte des Kinos in Popielawy (Historia kina w Popielawach) – Regie: Jan Jakub Kolski
- 1999: Töchter des Glücks (A szerencse lanyai) – Regie: Márta Mészáros
- 2000: Kisvilma – Land der Hoffnung (Kisvilma – az utolso naplo)
- 2001: Przedwiosnie – Regie: Filip Bajon
- 2002: E=mc2 – Regie: Olaf Lubaszenko
- 2004: Tulipany
- 2004: A Temetetlen halott – Regie: Márta Mészáros
- 2006: Fundacja – Regie: Filip Bajon